# Brignole (famiglia)

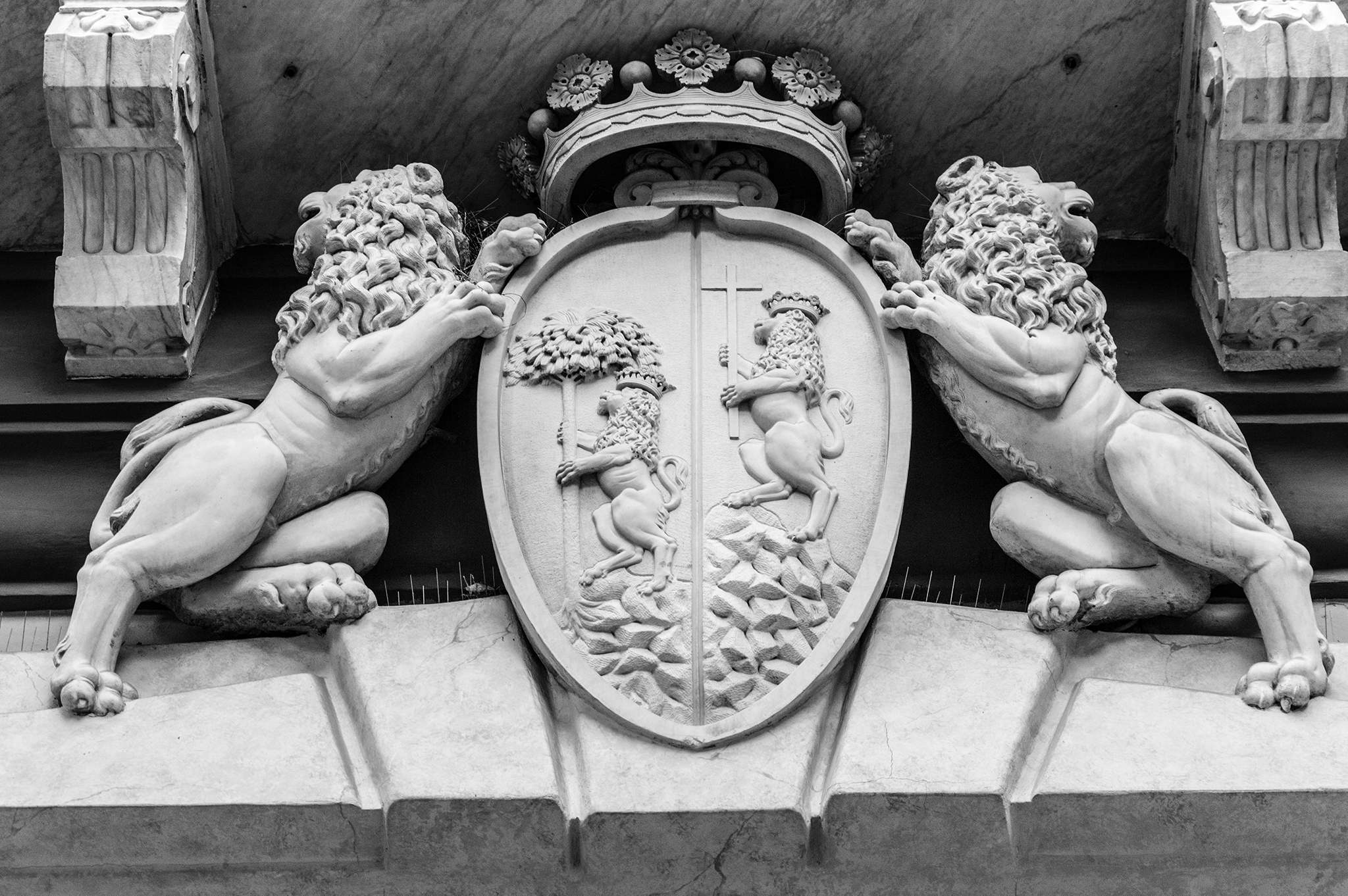
Stemma sul portale di Palazzo Rosso

Il Casato di Brignole è un'illustre e nobile famiglia di Genova, conosciuta fin dal 1218 a Rapallo. Patrizi della serenissima Repubblica di Genova, i Brignole portarono il titolo nobiliare di marchese di Brignole e marchese di Groppoli per il ramo primogenito.
Infatti si possono distinguere due rami principali:
- i Brignole Sale, discendenti dal ramo primogenito, di cui ben tre membri vennero eletti doge della Repubblica di Genova (Giovanni Francesco senior nel 1635, Giovanni Francesco junior nel 1746 e Rodolfo Emilio Brignole Sale nel 1762);
- i Brignole dei rami cadetti, il cui personaggio più illustre fu Giacomo Maria Brignole, ultimo doge della serenissima Repubblica di Genova, prima dell'invasione napoleonica e l'unico in tutta la storia di Genova ad aver ricevuto due volte il mandato dogale biennale, nel 1779 e nel 1795.

Nel XVIII secolo la famiglia Brignole era considerata una delle più ricche e potenti d'Italia. Curiosamente, avendo espresso diversi personaggi con importanti legami con la Francia, molte vie di quel Paese ne portano il nome, di cui la più celebre a Parigi nel XVI arrondissement.
Il cognome dei Brignole esiste ancora nel XXI secolo, benché diversi rami siano scomparsi, quello dei Brignole Sale si è estinto nel 1888, in seguito alla morte di Maria Brignole Sale De Ferrari, duchessa di Galliera.

## Storia

### Origini
Nel Medioevo quella dei Brignole era una famiglia plebea appartenente alla fazione dei Guelfi. Originaria dell'omonima frazione in Rezzoaglio, sull'Appennino ligure, nel 1350 si trasferì a Rapallo, dove esercitò a lungo il commercio della seta, come pure, dal 1353, a Genova. Diversi membri della famiglia Brignole presero parte all'amministrazione del Comune di Genova prima della rivolta popolare del 1506-1507 di Paolo da Novi: ad esempio Niccolò Brignole – l'esecutore testamentario di Cristoforo Colombo – fu ambasciatore del Comune di Genova presso il Ducato di Milano sul finire del XV secolo. A questo titolo i Brignole ebbero poi accesso alla dignità del patriziato cittadino, quando nel 1528 Andrea Doria rifondò la Repubblica di Genova sulla base delle oligarchie, come quella di Venezia. Dal 1528 al 1576 questa famiglia fu membro dell'albergo dei Cicala, una delle ventotto fazioni dell'aristocrazia genovese.

### Ascesa sociale

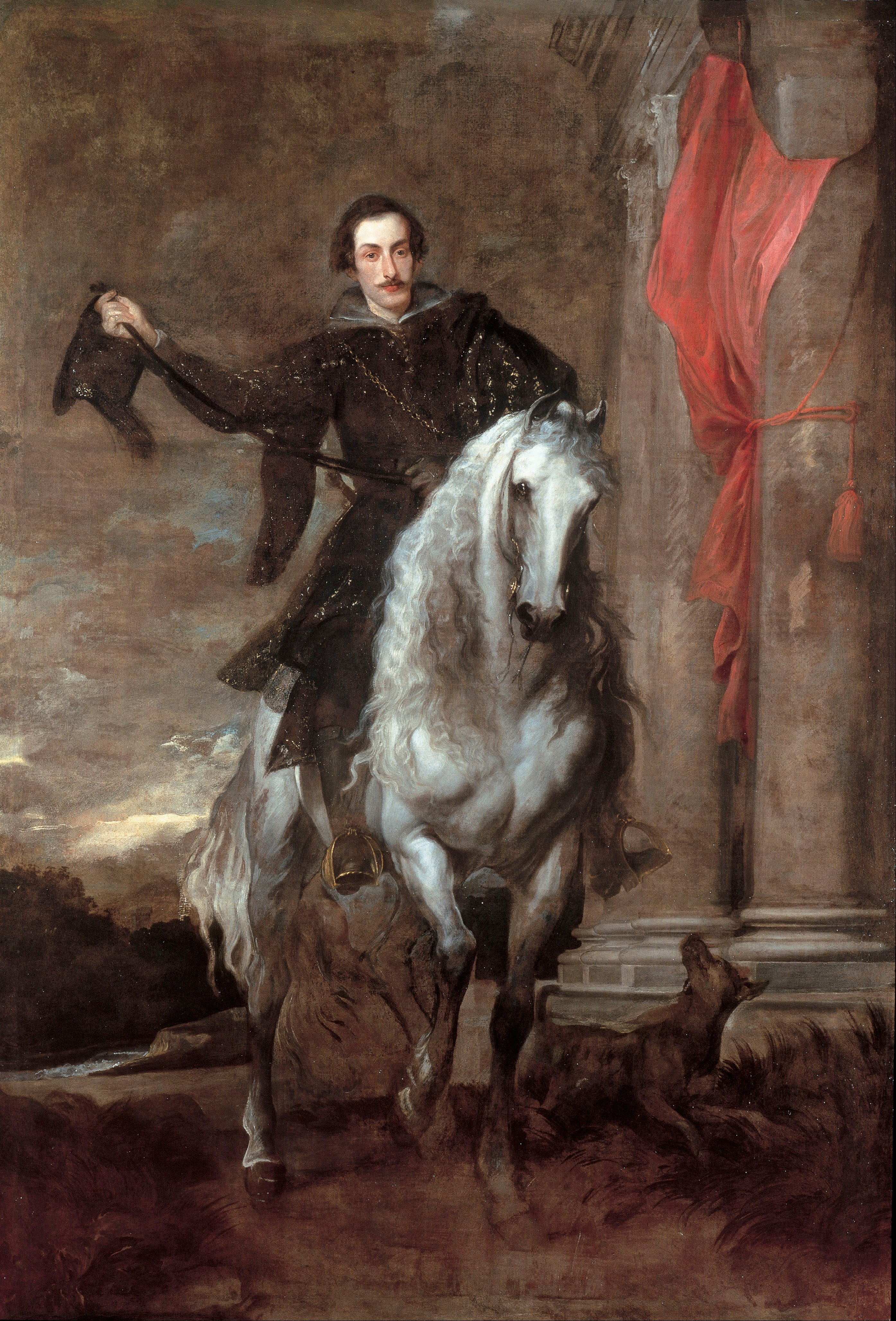
Ritratto equestre di Anton Giulio Brignole-Sale dipinto da Van Dyck nel 1627.

In origine i Brignole erano solo tessitori di seta a Rapallo, con mezzi e poteri certamente modesti se comparati a quelli delle grandi famiglie dell'epoca, ma nel giro di un secolo essi arrivarono ai primi posti nell'oligarchia genovese. Per meglio comprenderne le modalità è necessario ripercorrere alcuni aspetti della storia genovese. Il patriziato di quella città nel XVI secolo era suddiviso in due categorie: quella della “nuova nobiltà”, di provenienza popolare, e quella, assai meno numerosa, dell'”antica nobiltà”. Contrapposte su quasi ogni argomento ai “nuovi”, le famiglie dell'”antica nobiltà” avevano lasciato il commercio e le attività portuali per quelle legate alla banca e al cambio. Esse finanziavano da tempo la corona spagnola e armavano le sue flotte composte da galee di mercenari. Viceversa, la “nuova nobiltà”, meno ricca e influente, continuava il commercio dei tessuti ed armava invece navigli commerciali. Nel novero di questi ultimi figurava la famiglia Brignole, fin quando, alleandosi alle famiglie Durazzo e Balbi, essi convertirono le proprie attività in quelle finanziarie. Nel 1550 la rete finanziaria e commerciale dei Brignole si estendeva da Genova ad Anversa, passando per Besançon e Madrid.
In questo cambio d'attività il caso dei Brignole fu davvero emblematico in quanto rappresenta la più brillante storia di ascensione sociale di una famiglia della cosiddetta “nuova nobiltà”. Infatti, senza possedere all'inizio il prestigio o la potenza politica di famiglie come gli Spinola, i Doria, i Fieschi o ancora i Grimaldi, tutte di “antica nobiltà”, nel giro di un secolo appena i Brignole acquisirono con le proprie attività commerciali e bancarie, ma anche grazie a un'abile politica matrimoniale, una delle più importanti fortune di Genova, città a quel tempo dove l'aristocrazia era la più ricca al mondo.
Tre furono le tappe significative dell'ascesa sociale dei Brignole. Nel 1626 il ramo primogenito dei Brignole Sale aggiunse alla nobiltà di Stato, in quanto parte dell'oligarchia di governo, anche un titolo di nobiltà feudale – per definizione di livello più alto e generalmente riservato all'“antica nobiltà” – con l'investitura ufficiale di Anton Giulio I a marchese di Groppoli, piccolo stato della Lunigiana, vassallo del Granducato di Toscana.
Nel 1635 Giovanni Francesco Brignole Sale venne eletto doge, consentendo quindi ai Brignole di entrare nella ristretta cerchia delle famiglie ducali – ossia quelle che hanno avuto almeno un doge –, arrivando complessivamente a quattro. Politicamente i Brignole appoggiavano il partito cosiddetto pro-francese, sostenitore di una maggiore indipendenza dalla Spagna e a favore di chi tentò di rifare di Genova la grande potenza navale di un tempo.
Infine, la famiglia Brignole si differenziò dalle altre famiglie della “nuova nobiltà” per essersi meglio e più velocemente integrata tra i potenti. Infatti, i fratelli Rodolfo e Gian Francesco, figli di Anton Giulio I, si fecero costruire tra il 1671 al 1676 il magnifico Palazzo Rosso, dodicesimo e ultimo edificio della celeberrima Strada Nuova (attualmente via Garibaldi) che a quel tempo non comprendeva che palazzi dell'“antica nobiltà”.

### Brignole Sale
L'11 luglio 1635 venne eletto doge Giovanni Francesco (1582-1637), figlio del marchese Antonio Brignole e di Maddalena Sale. Egli fu il capostipite del ramo Brignole Sale, aggiungendo il cognome materno a quello paterno. Egli sposò Geronima, l'unica erede del ricchissimo Giulio Sale, marchese di Groppoli e parente della madre Maddalena, inglobando così la fortuna di questa potente famiglia, incluso il marchesato. I loro discendenti, che continuarono a portare il doppio cognome, si fregiavano quindi del titolo di marchesi di Groppoli e tra loro si annoverano diversi importanti personaggi: uomini politici, collezionisti d'arte e benefattori.
 Marchesato di Groppoli  

Nel 1577, all'estinzione della famiglia dei Malaspina di Mulazzo, il marchesato di Groppoli, situato in Lunigiana, tornò nelle disponibilità del Granduca di Toscana che sul finire del XVI secolo lo assegnò a Giulio Sale in compenso dei servigi ricevuti. I Brignole Sale ereditarono il possedimento nel 1606, quando Giovanni Francesco Brignole Sale sposò Geronima Sale: alla morte del suocero Giulio, il loro unico figlio, Anton Giulio Brignole Sale divenne il primo marchese di Groppoli della famiglia (confermato dai Medici nel 1622).
Il marchesato divenne di fatto indipendente, gestito a distanza tramite dei funzionari nominati dai Brignole Sale, i quali non frequentarono più il posto fino a quando nel 1749 il doge Giovanni Francesco Brignole Sale, rompendo la tradizione dei propri predecessori, decise di amministrare direttamente le sue proprietà. Ma egli si rifiutò di applicare la legge toscana, più liberale. Alla sua morte nel 1760, suo fratello Rodolfo Emilio Brignole Sale – anch'egli poi doge – ereditò il marchesato, ma da allora il Granduca di Toscana non smise di tentare il completo recupero del territorio di Groppoli.
Nel 1773 i contadini di Groppoli, scontenti della politica fiscale dei Brignole Sale, si rivoltarono e assediarono l'antico castello del XV secolo, l'unico assedio della sua storia. Quando nel 1774 il figlio di Rodolfo Emilio successe al padre, egli venne spossessato di ogni autorità e potere feudale e il marchesato venne poi amministrato direttamente dalla Toscana, rimanendo ai Brignole Sale le proprietà fondiarie e il mero titolo nobiliare, ma nessun potere. Antonio Brignole Sale, nipote di Rodolfo Emilio Brignole Sale e padre della duchessa di Galliera, fu l'ultimo a portare questo titolo, avendo avuto solo figlie femmine.

### Splendore nel Secolo dei lumi
I Brignole furono, per le loro sostanze, le abili alleanze matrimoniali e soprattutto per il loro prestigio politico, culturale e intellettuale, una delle famiglie genovesi più influenti dal XVI secolo fino alla metà del XIX.
Complessivamente i Brignole hanno dato quattro dogi alla serenissima repubblica di Genova, totalizzando cinque mandati biennali, un fatto del tutto unico nella storia di quella città.
Nel 1738 Jacques de Campredon, ambasciatore francese a Genova affermò che il blocco più influente del patriziato cittadino era costituito de quattro famiglie: i Balbi, i Brignole, i Durazzo e i De Mari, tutte alleate tra loro.
Dopo che Genova cedette la Corsica alla Francia, la Repubblica era favolosamente ricca. Sul finire del XVIII secolo, benché fosse politicamente quasi inesistente, Genova era una città prospera, bella e in continuo rinascimento: è questo il periodo in cui i Brignole conobbero l'apice del proprio splendore, costruendo palazzi e arricchendo la loro splendida raccolta di opere d'arte. Fu un Gian Battista Brignole il primo a suggerire al minor consiglio la cessione della Corsica alla Francia, come soluzione alle continue costose rivolte dei Còrsi contro il secolare dominio genovese e in cambio della cancellazione del cospicuo debito che il re di Francia vantava nei confronti della Repubblica (trattato di Versailles (1768)).

### Dogi

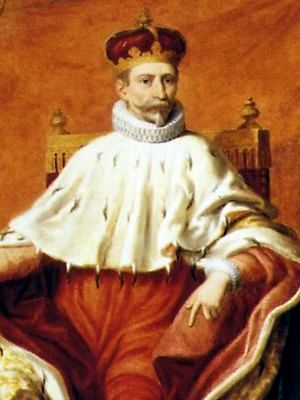
Giovanni Francesco Brignole Sale doge di Genova dal 1635 al 1637

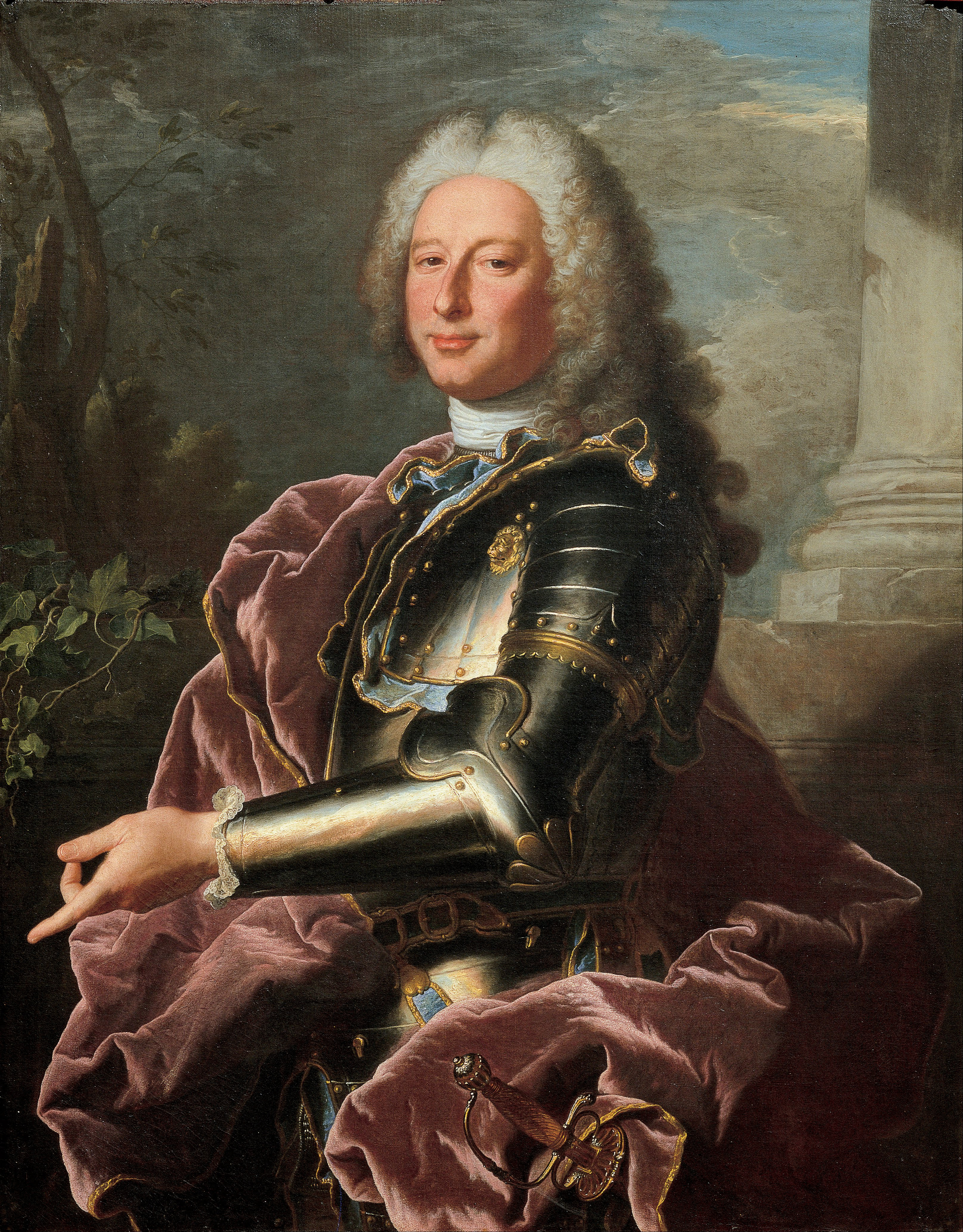
Ritratto di Giovanni Francesco II Brignole Sale doge di Genova dal 1746 al 1748, dipinto da Hyacinthe Rigaud nel 1739

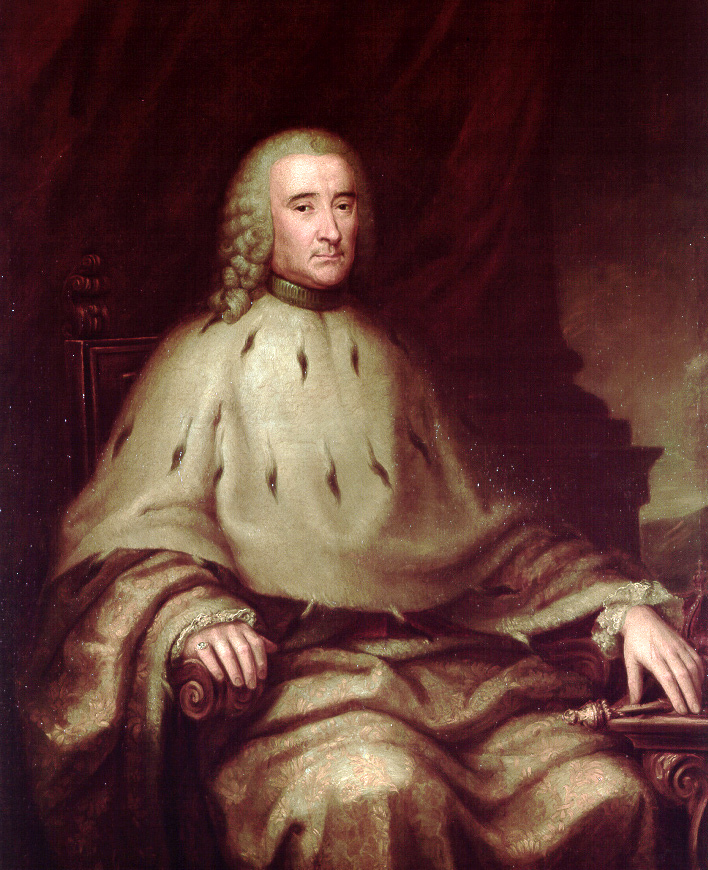
Rodolfo Emilio Brignole Sale doge di Genova dal 1762 al 1764, dipinto di Giovanni Battista Chiappe

I quattro dogi della serenissima Repubblica di Genova eletti tra i membri della famiglia Brignole furono i seguenti.
 Giovanni Francesco Brignole Sale (1582–1637) 
Nel 1635 Gian Francesco I, di orientamento francofilo, divenne il centoduesimo doge della Repubblica di Genova e primo della famiglia Brignole, malgrado le pressioni delle famiglie dell'”antica nobiltà”, fortemente legate alla Spagna, sulla magistratura suprema.
Durante il suo mandato egli trasformò considerevolmente l'istituzione ducale, riuscendo a farle riconoscere vere e proprie attribuzioni regali, preoccupandosi di garantire l'indipendenza genovese di fronte alle grandi potenze europee. Con la Corsica si trovò il pretesto: il doge divenne re della Corsica, acquisendo pertanto la medesima dignità degli altri sovrani e rango superiore di quello di un semplice duca dell'Impero. Ciò fu inizialmente rappresentato dalla solenne consegna delle chiavi della città dal doge alla Vergine Maria, proclamata regina di Genova e della Corsica. Gian Francesco I fu quindi l'ultimo ad essere eletto col rango di duca: il suo successore, incoronato secondo i nuovi attributi, sarà il primo ad essere eletto col rango di re.
Un'altra conseguenza dei cambiamenti dello statuto fu la trasformazione del rango anche di tutti i patrizi genovesi. Datosi che ogni patrizio avrebbe potuto venir eletto doge, quindi ogni patrizio era un potenziale successore d'un re, i patrizi genovesi assursero al medesimo rango di un principe del sangue o principe ereditario delle altre corone europee.
Gian Francesco Brignole, già eccellente ambasciatore, regnò nel biennio tra il 1635 e il 1637 e morì pochi giorni dopo la fine del suo mandato.
 Giovanni Francesco Brignole Sale (1695-1760) 
Gian Francesco II fu forse il doge più grande della Repubblica di Genova e certamente il più magnifico dei Brignole. Ricchissimo, come tutti i Brignole, egli si fece notare dapprima per le sue qualità diplomatiche, in Corsica poi nelle corti di Londra, Versailles e infine a Vienna. Fu lui, nel 1738, che negoziò il trattato di Fontainebleau col Cardinale di Fleury e Luigi XV che autorizzava l'invio di truppe francesi in Corsica per sedare le rivolte locali contro i Genovesi.
Ben prima dell'elezione a doge, Gian Francesco II viveva in modo fastoso quanto un sovrano. Accrebbe in misura sostanziale la collezione d'arte Brignole Sale, acquisendo numerose opere di prestigiosi pittori – come Dürer, Van Dyck, Guido Reni - ed egli stesso si fece ritrarre da Hyacinthe Rigaud. Fu designato luogotenente generale dell'armata franco-spagnola inviata in Italia durante la Guerra di successione austriaca. Gian Francesco Brignole Sale, generalissimo dell'esercito genovese, era il secondo personaggio più importante dietro solo all'infante Don Filippo di Spagna. Rientrato coperto di gloria, fu eletto all'unanimità come il centocinquantottesimo doge il 3 marzo 1746. Ma quando le milizie franco-spagnole si imbarcarono lasciando Genova senza difesa, gli Austriaci la posero sotto assedio. Il doge Brignole si rassegnò alla capitolazione, ma l'occupazione austriaca fu di breve durata e la città insorse al grido “Viva Maria!”. Il movimento popolare considerava i nobili come dei traditori e il doge fu abile nel comprendere le rivendicazioni, garantendo la creazione di un'assemblea popolare per il funzionamento della democrazia. Cionondimeno, la nuova repubblica democratica di Genova ebbe breve durata: solo diciotto mesi più tardi le leggi straordinarie vennero abrogate, l'antica costituzione fu nuovamente applicata, i caporioni del popolo uccisi. È difficile immaginare che un personaggio di primo piano come un doge sia stato estraneo a questo vigoroso colpo di mano, quasi una contro-rivoluzione. Gian Francesco a cinquantun anni venne eletto ad un incarico spesso assegnato a personaggi ben più anziani: era quindi un uomo relativamente giovane e dinamico, se comparato alla maggior parte dei dogi – sovente dei veri vegliardi per evitare il rischio di una lunga dittatura.
Gian Francesco trascorse gli ultimi anni di vita amministrando il suo marchesato di Groppoli, sfidando l'autorità del Granduca di Toscana e quella dell'Imperatore che ne aveva proclamato la riunificazione alla corona di Firenze. Si dice che morì rimpianto da tutti.
 Rodolfo Emilio Brignole Sale (1708-1774) 
Rodolfo era l'ultimo dei tre fratelli di Gian Francesco II. Grande signore, fu anch'egli eletto doge, nel 1762, il centosessantasettesimo della Repubblica, carica che occupò fino al 1764. Con lui continuò la sfida col Granducato di Toscana per Groppoli, volendolo ostinatamente mantenere indipendente. Fu il terzo e ultimo doge del ramo Brignole Sale.
 Giacomo Maria Brignole (1737-1801) 
Giacomo Maria Brignole apparteneva ad un ramo cadetto dei Brignole che non contava ancora alcun doge, ma che nondimeno faceva parte delle principali famiglie della Repubblica e non soltanto per la parentela coi Brignole Sale. Egli venne eletto una prima volta nel 1779 e, cosa del tutto straordinaria, fu doge una seconda volta, dal 1795 al 1797. Il suo secondo mandato fu il più singolare dato che egli fu l'ultimo doge della Repubblica di Genova: poco prima della scadenza naturale dell'incarico il generale Bonaparte gli diede un ultimatum e lo costrinse ad abdicare. Contrariamente al doge di Venezia di quel tempo, Ludovico Manin, Giacomo Maria Brignole accettò di diventare capo della municipalità di Genova, poi “doge-presidente” e infine presidente del governo provvisorio della napoleonica Repubblica Ligure. Ma ritrovandosi ostile alle “nuove idee che vengono dalla Francia” e divenendo sospetto agli occhi del governo francese, abdicò una seconda volta per partire in esilio per Firenze e da lì sostenere la lotta contro il nuovo corso.

### Famiglia francofila

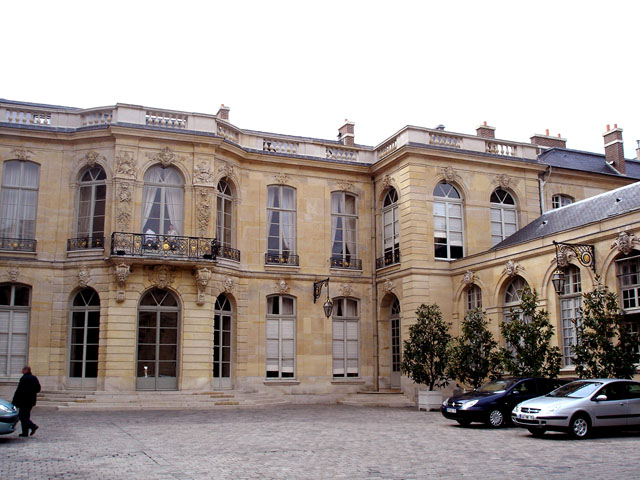
L'Hôtel Matignon che fu per lungo tempo l'Hôtel Galliera e dove vissero due Brignole Sale: Maria Caterina (1737-1813), principessa di Monaco e poi di Condé e la nipote Maria Brignole Sale duchessa di Galliera (1812-1888).

Animati da un certo amore anche politico per la Francia, diversi Brignole Sale trascorsero molto tempo tra Parigi e Versailles a contatto con molti intellettuali di corte. Il fratelli Gian Francesco II, Gian Giacomo, Giuseppe Maria e Rodolfo Emilio furono, insieme al padre Anton Giulio II, brillanti ambasciatori della Repubblica di Genova presso la corte francese, dove portarono a termine molte delicate missioni.
 Maria Caterina Brignole Sale (1737-1813) 
Detta “la più bella donna di Francia”, fu principessa di Monaco e poi di Condé, risiedendo a lungo presso l'Hôtel Matignon, a Chantilly e a Palazzo Borbone, prima di emigrare a causa della rivoluzione francese. Cresciuta prima a Genova e poi a Parigi, colpiva per la propria bellezza e il suo spirito sia i mondani principi che i dotti filosofi. Rompendo con grande scandalo il primo matrimonio con un marito geloso e possessivo, al quale diede due figli, a partire dal 1772 la bella principessa visse con Luigi-Giuseppe di Borbone, Principe di Condé, che sposò nel 1798, una volta divenuta vedova. Immensamente ricca, finanziò l'esercito degli emigrati dell'armata di Condé. Morì a Wimbledon nel 1813.
 Anna Pieri Brignole Sale (1765-1815) 
Originaria di Siena, Anna Pieri sposò Anton Giulio III Brignole Sale, figlio del doge Rodolfo Emilio. A Genova la marchesa era nota per la sua grandiosa vita mondana e per i meravigliosi spettacoli che riusciva a organizzare. Precocemente vedova, abbracciò le “nuove idee francesi” e diffuse a Genova il sentimento bonapartista. Fu infatti firmato nel suo palazzo l'atto di unione di Genova al Primo Impero francese nel 1805. Successivamente visse a Parigi e fu un personaggio rilevante della corte imperiale. Amica di Charles-François Lebrun, intima col principe Talleyrand, incaricata di missioni diplomatiche presso la Santa Sede, la marchesa Brignole fu infine dama di compagnia dell'Imperatrice Maria Luisa d'Austria: essa fu la sola a seguire la sovrana di ritorno in Austria, supplicandola di rimanere fedele a Napoleone. Morì nel castello di Schönbrunn a Vienna nel 1815.
 Antonio Brignole Sale (1786-1863) 
Figlio di Anton Giulio III e di Anna Pieri Brignole Sale, quindi nipote del doge Rodolfo Emilio Brignole Sale, da giovane servì l'Impero Francese con diverse mansioni: fu uditore al Consiglio di Stato, organizzatore dell'annessione della Liguria e dell'Olanda, prefetto a Cairo Montenotte, sovrintendente alla detenzione del papa Pio VII, venne nominato "conte dell'Impero francese" nel 1810. Una volta caduto Napoleone, di adoperò per la difesa della libertà della sua patria: i suoi sforzi, benché vani, vennero notati e così fu chiamato a iniziare per il Regno di Sardegna un'intensa attività diplomatica, che lo condusse nel Granducato di Toscana, in Spagna, Inghilterra, Russia e poi di nuovo in Francia. Ovunque si guadagnò la stima dei sovrani che incontrava: il Papa lo chiamava “il mio buon carceriere”, lo Zar lo soprannominò “il grande ambasciatore del piccolo re”. Ma fu a Parigi – dove fu ambasciatore dal 1836 al 1848 – che la sua stella brillava con maggior luce: amico personale di Luigi Filippo re dei Francesi, il marchese Brignole fu un vero esponente della vita culturale francese del tempo e, come presidente dell'Istituto Storico di Francia, confermò la sua nomea di brillante intellettuale. Nel 1846 presentò a Genova il grande "Congresso Internazionale dei Sapienti".
Rientrato in Italia coi moti del 1848, Antonio Brignole Sale lottò da senatore con le armi parlamentari contro la politica anticlericale di Cavour. Si spense a Genova nel 1863 mentre nasceva un nuovo paese in un mondo nel quale lui non si riconosceva più.

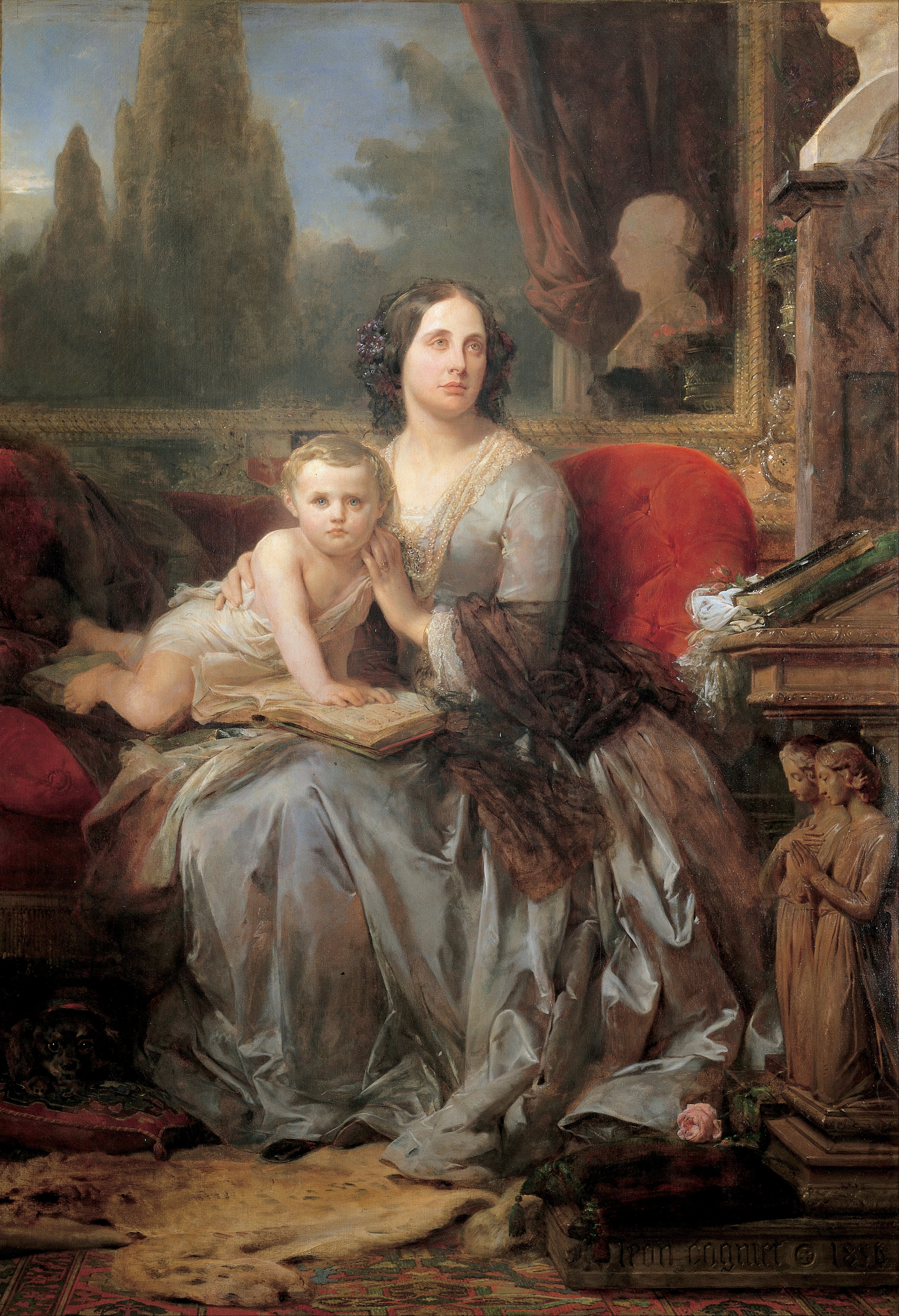
Ritratto di Maria Brignole-Sale De Ferrari Duchessa di Galliera con il figlio Filippo, 1856, dipinto da Léon Cogniet, Palazzo Rosso

 Maria Brignole Sale De Ferrari, duchessa di Galliera (1811-1888) 
Figlia di Antonio, Maria fu l'ultima Brignole Sale. Sposò giovane il marchese Raffaele De Ferrari, ricco genovese che accumulò una fortuna colossale costruendo la maggior parte delle ferrovie dell'Europa continentale e compartecipando molte banche in diversi stati europei. Rimasta vedova senza discendenza, fu una grandissima filantropa, fondando musei, orfanotrofi, ospizi, scuole. Alla sua morte lasciò la splendida collezione Brignole Sale alla città di Genova, come aveva fatto nel 1737 con la città di Firenze Anna Maria Luisa, l'ultima dei Medici.

### Collezioni d'arte

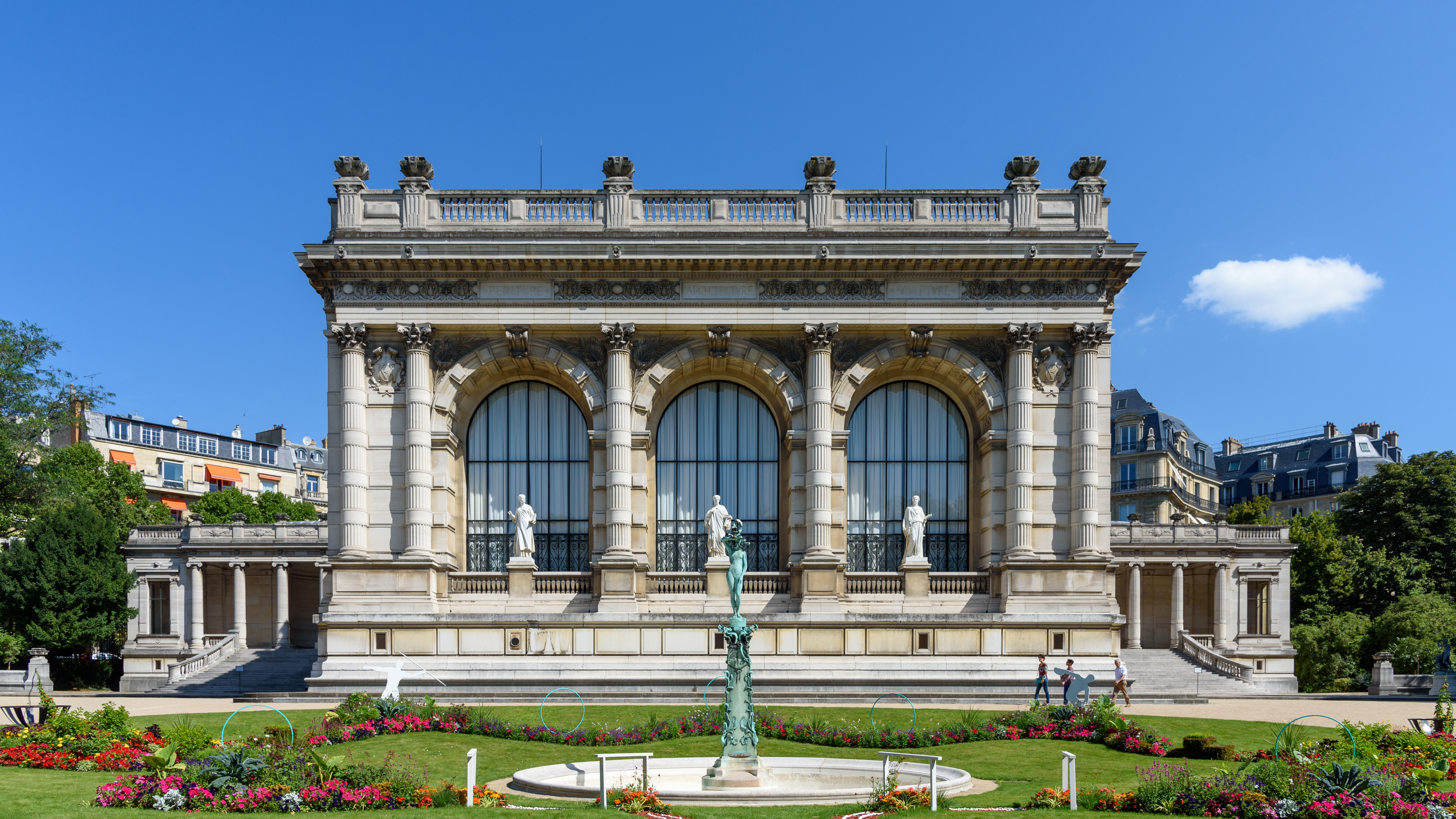
Museo Galliera, museo della moda di Parigi, nel XVI arrondissement, lasciato alla città dalla duchessa di Galliera.

I Brignole furono grandi collezionisti d'arte. Palazzo Rosso ospita la favolosa collezione della famiglia nella quale figurano alcuni dei più grandi nomi della pittura: Van Dyck, Hyacinthe Rigaud, Gregorio De Ferrari, Bernardo Strozzi, Dürer e moltissimi altri. Ai tre Van Dyck lasciati dai suoi antenati e al ritratto di suo padre eseguito da Hyacinthe Rigaud, Giovanni Francesco II Brignole Sale aggiunse il proprio ritratto nel quale è in piedi in tenuta regale da doge in un quadro che s'ispira ampiamente a quello famoso che Rigaud fece a Luigi XIV. L'insieme di questa favolosa collezione ha rischiato di andare alla città di Parigi, ma la duchessa di Galliera, accusata di aver dato un ricevimento troppo fastoso per il fidanzamento del conte di Parigi (ipotetico pretendente al soppresso trono di Francia) nel 1886, decise di donare la sua villa di Voltri, Palazzo Rosso e Palazzo Bianco insieme agli innumerevoli tesori d'arte in suo possesso alla città di Genova. La collezione è ammirabile in questi due meravigliosi palazzi che costituiscono i principali musei d'arte classica di Genova.

### Letteratura
Anton Giulio Brignole Sale (1605-1662) 
Anton Giulio – figlio unico del doge Giovanni Francesco I e primo marchese di Groppoli dei Brignole Sale – fu autore prolifico ed eminente rappresentante del barocco italiano. Ha lasciato una mole colossale di scritti agiografici, politici e filosofici. Produsse anche molti libri di satira, biografie, poemi, opere e commedie che furono, nel corso della sua vita, tradotti in francese e il cui successo fece di lui molto presto un autore ammirato e rispettato.
La sua opera come politico non è meno considerevole. Anton Giulio fu un brillante ambasciatore in Spagna negli anni 1640, dove si guadagnò la stima del re Filippo IV di Spagna. Arrivato ai più elevati gradi dello Stato – senatore e possibile candidato doge – diede le dimissioni per aggregarsi alla Compagnia di Gesù. Le ragioni di questa scelta vennero differentemente interpretate e spiegate: secondo alcuni fu malinconia per la perdita della propria sposa, mentre secondo altri fu un vero e proprio atto politico. La città di Genova gli ha dedicato una scuola, nel quartiere di Albaro dove i Brignole possedevano una villa, diventata sede dell'Istituto Culturale Marcelline Genova.
Curiosamente Anton Giulio I Brignole Sale appartiene anche alla storia della pittura. Egli fu infatti il soggetto del primo dipinto equestre di Van Dyck, a proposito del quale si narra un curioso aneddoto attribuito a Stendhal. La leggenda riporta che nel 1627, il giovane pittore avrebbe sfidato a duello il marchese Brignole, nel giorno stesso delle sue nozze con Paola Adorno, essendo il focoso artista segretamente innamorato della giovane sposa. Ferito a una spalla, Van Dyck venne chiamato l'indomani da Anton Giulio che, non riconoscendo (o non volendo riconoscere) il suo avversario, gli commissionò tre maestosi ritratti. Spiazzato dalla grandezza d'animo del Brignole, Van Dyck si sarebbe scusato. Questi quadri fanno parte della collezione Brignole Sale di Palazzo Rosso a Genova.

### Opere filantropiche e vicinanza con la Chiesa

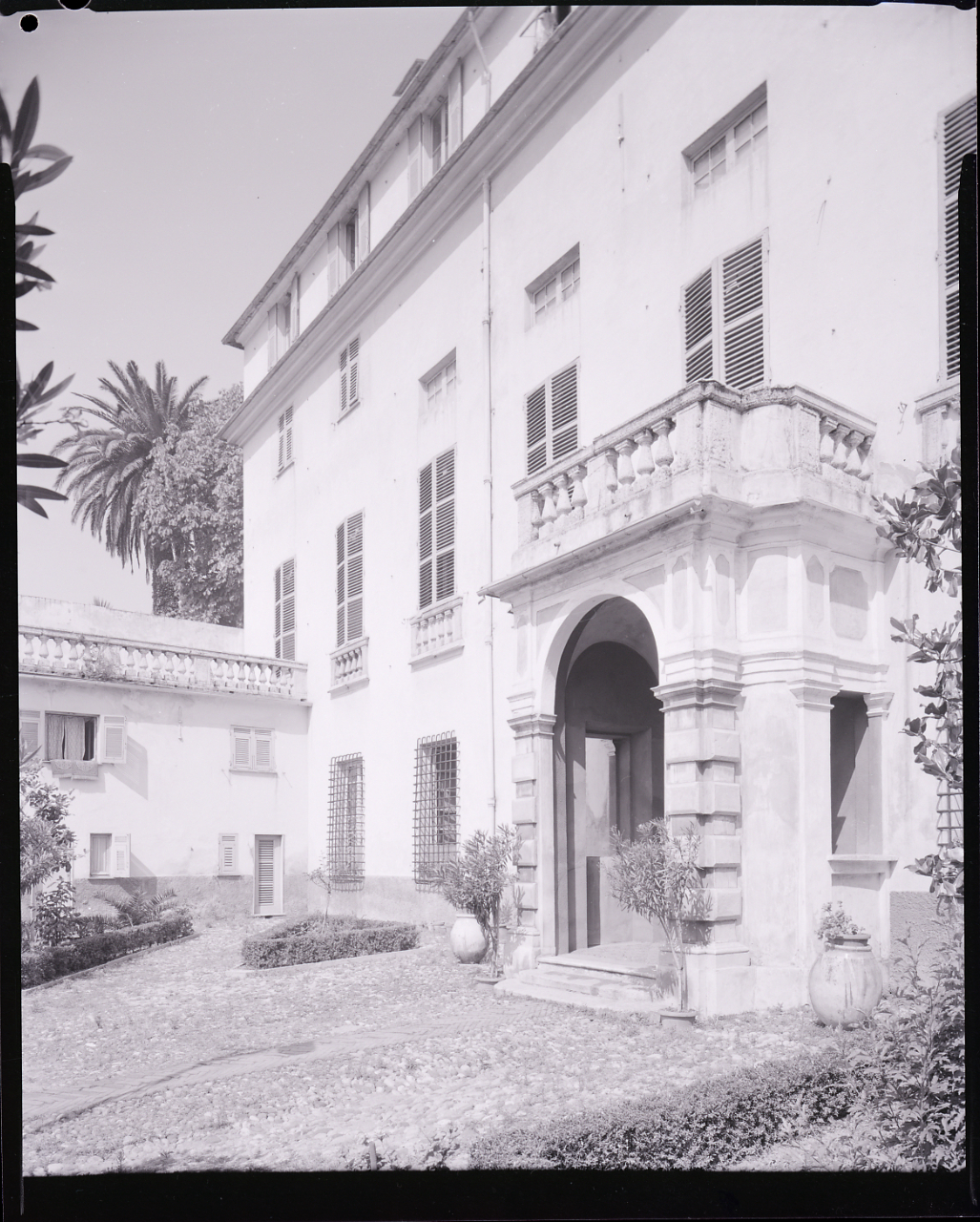
Villa Durazzo, sede del Collegio Brignole Sale Negrone, in una foto di Paolo Monti del 1963.

Con le loro ricchezze i Brignole finanziarono numerose opere caritatevoli, come l'Ospizio delle Fanciulle o l'orfanatrofio di Meudon alle porte di Parigi. Essi conquistarono una grande reputazione in termini di carità, umiltà e di pietà alla quale moltissimi di loro fecero onore.
Emanuele Brignole fu il fondatore dell'Albergo dei Poveri (1652), una delle principali istituzioni caritatevoli genovesi, e contribuì all'organizzazione dell'ordine delle Suore di Nostra Signora del Rifugio in Monte Calvario, fondato da santa Virginia Centurione Bracelli un decennio prima, le cui suore sono state a lungo chiamate Brignoline.
Nel medesimo periodo, dopo la prematura morte della moglie Paola Adorno, Anton Giulio Brignole Sale, abbandonò la toga senatoriale per entrare come gesuita nei missionari urbani dell'arcivescovo di Genova Stefano Durazzo, ciò che fu preso come una decisa presa di posizione nella lotta tra il governo di allora e l'arcivescovo e lo fece notare come predicatore di grande eloquenza.
Antonio Brignole Sale, suo discendente, malgrado le proprie idee liberali, fu uno dei più strenui oppositori alle manovre politiche di Camillo Cavour al Senato (le relazioni tra i due uomini erano state ottime fino ad allora). Dopo esser stato a lungo uno dei più importanti senatori del Regno di Sardegna, Antonio fu senatore del Regno d'Italia solo per qualche giorno (dal 1° al 4 aprile del 1861): egli infatti diede le proprie dimissioni subito dopo la proclamazione dell'unità (17 marzo 1861) in segno di protesta contro la politica anticlericale del governo, dedicando i suoi ultimi anni alla fondazione del Collegio Brignole Sale Negrone (dai cognomi dei coniugi fondatori) da cui sono usciti numerosi illustri uomini della Chiesa.
Giacomo Luigi Brignole fu cardinale tra i più influenti all'interno della curia di metà Ottocento, nunzio apostolico presso il Granducato di Toscana, era un accreditato successore di Pio IX, ma morì prematuramente.

## Palazzi

### A Genova

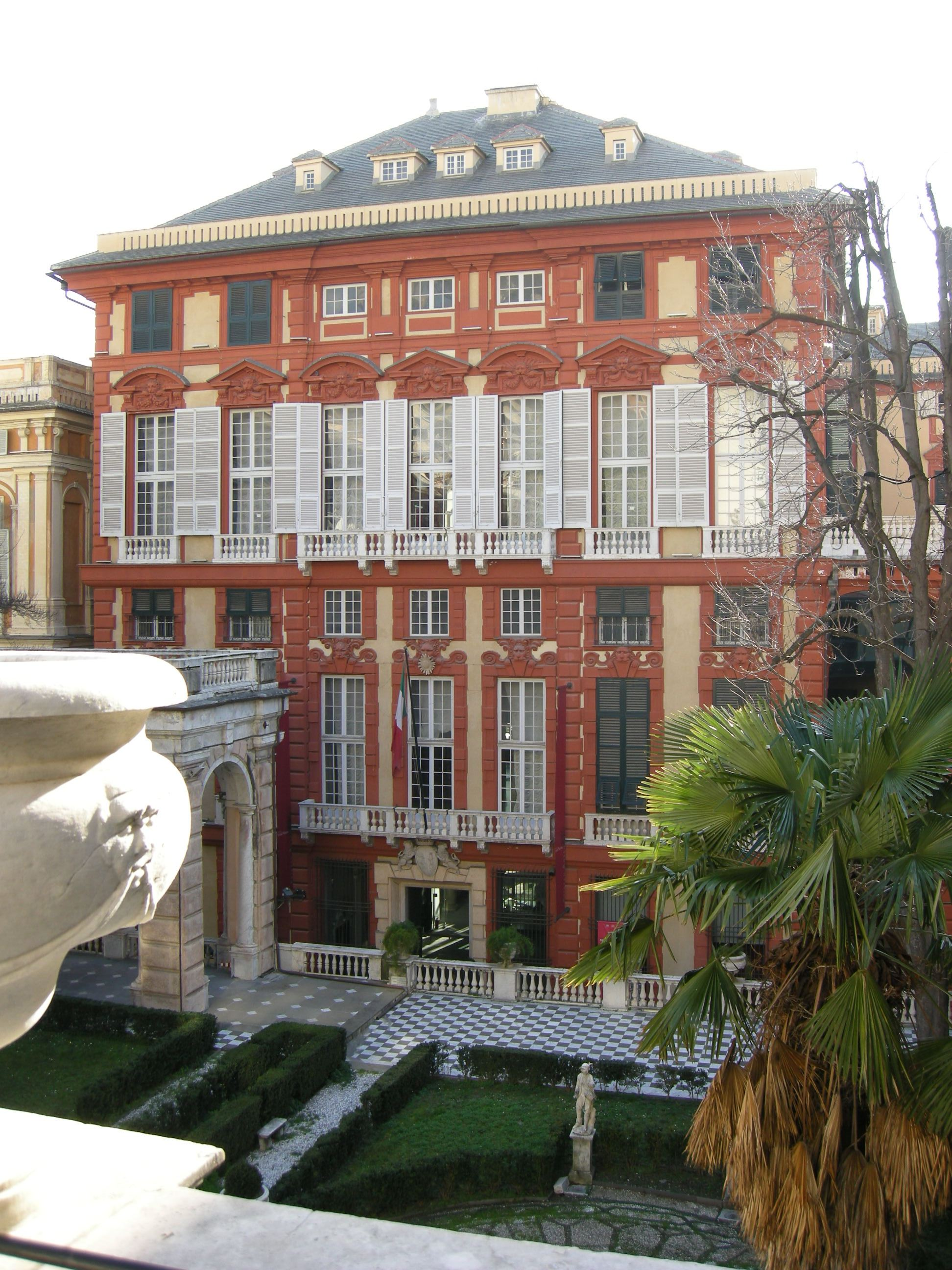
Palazzo Rosso o Palazzo Brignole Sale, in via Garibaldi, uno dei più splendenti palazzi di Genova, divenuto poi un ricco museo.

I palazzi seguenti sono tutti annoverati tra i patrimoni dell'umanità dell'UNESCO.
- Palazzo Rosso, lussuosa residenza dei Brignole Sale in Strada Nuova (oggi via Garibaldi 18), fu costruito tra il 1671 e il 1677 da Pietro Antonio Corradi per i fratelli Rodolfo (1631-1683) e Gian Francesco (1643-1694) Brignole Sale. L'ultima esponente della famiglia, Maria Brignole Sale De Ferrari duchessa di Galliera, lo donò alla città di Genova nel 1874, completo delle opere d'arte contenute.
- Palazzo Bianco, fu costruito per Luca Grimaldi tra il 1530 e il 1540 e poi ceduto nel 1711 dalla famiglia de Franchi a Maria Durazzo Brignole Sale, loro creditrice. Venne quindi completamente rinnovato e chiamato bianco in opposizione all'antistante palazzo rosso. Maria Brignole Sale De Ferrari duchessa di Galliera lo lasciò in eredità alla città di Genova (1889). È sito in via Garibaldi 11.
- Palazzo Gio Carlo Brignole o Palazzo Brignole Durazzo, detto anche palazzo verde, venne costruito da Pietro Antonio Corradi nel 1671 in piazza della Meridiana come residenza del ramo ducale dei Brignole. Il palazzo passò successivamente ai Durazzo.
- Palazzo Giulio Sale, in piazza de Embriaci, acquisito nel 1607 da Francesco I doge insieme all'eredità Sale e poi passato nel 1869 ai Melzi d'Eril, sempre per eredità.

Inoltre una delle due principali stazioni ferroviarie di Genova e la relativa stazione della metropolitana portano il loro nome.

### In Liguria

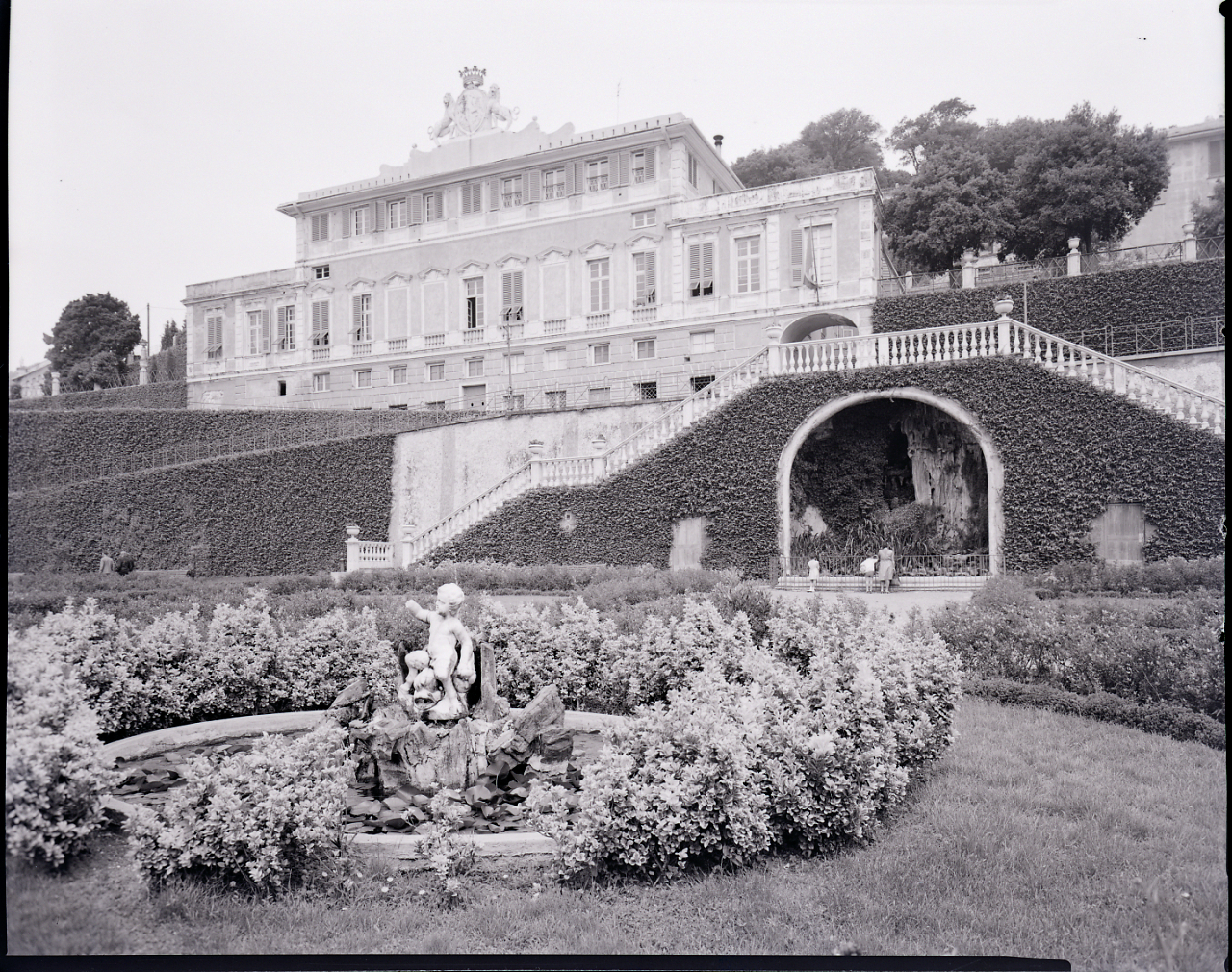
Villa Brignole Sale Duchessa di Galliera a Voltri. Foto di Paolo Monti, 1964.

- Villa Brignole Sale Duchessa di Galliera a Voltri, del 1675 e ristrutturata nel 1780, accolse ospiti particolarmente illustri, quali il papa Pio VII, il re Ferdinando II di Borbone, re Carlo Alberto di Savoia, l'imperatore Francesco Giuseppe d'Austria e il kaiser Guglielmo II.
- Il castello e la villa Brignole a Groppoli.
- Villa Brignole Sale ad Albaro (Genova), oggi sede dell'Istituto Culturale delle Marcelline.
- Palazzo Brignole a Novi Ligure (Alessandria).
- Il castello di Montecalvo Versiggia (Pavia).

### A Parigi

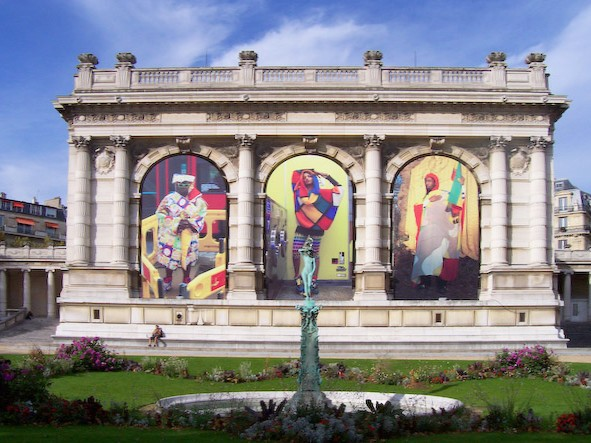
Palazzo Galliera Brignole, che ospita il Museo della moda a Parigi

- Il palazzo in rue de Cléry dove risiedette Giovanni Francesco Brignole Sale (1695–1760) quand'era a Parigi in qualità di ambasciatore della Repubblica di Genova presso la corte di Francia.
- L'Hôtel Matignon: Maria Caterina Brignole-Sale (1737–1813), principessa di Monaco vi abitò prima della separazione dal marito, come pure in seguito la nipote Maria Brignole Sale De Ferrari, duchessa di Galliera, a partire dal 1852, prima di offrirlo all'Impero austro-ungarico, che ne fece la propria ambasciata. Dal 1852 al 1920 era chiamato Hôtel Galliera.
- Palazzo Galliera Brignole, che la duchessa di Galliera lasciò in eredità alla città di Parigi, ospita il Museo della Moda, delimitato da rue Brignole e rue Galliera.
- L'Hôtel de Monaco, attualmente ambasciata di Polonia, commissionato nel 1772 da Maria Caterina Brignole-Sale all'architetto Alexandre-Théodore Brongniart, con la specifica richiesta che fosse capace di sostenere il confronto con l'Hôtel Matignon che lei stava lasciando.

### In Francia
- Il castello e la proprietà di Betz. Attualmente proprietà del re Mohammed VI del Marocco, fu progettato per Maria Caterina Brignole-Sale, separatasi dal principe di Monaco suo marito, e il duca d'Harcourt, su terre offerte dal principe Luigi-Giuseppe di Borbone, Principe di Condé, prima che Maria Caterina si sposasse con quest'ultimo.

## Rappresentanti illustri

### Secolo XV
- Niccolò Brignole: uomo politico genovese, nella seconda metà del XV secolo fu inviato ambasciatore presso il duca di Milano, Galeazzo Maria Sforza, signore di Genova, per discutere della minaccia turca sulle colonie genovesi del mar Nero e, in particolare, della sorte di Caffa (Feodosia), grande e importante città in Crimea, base per i commerci genovesi. Niccolò Brignole fu anche ambasciatore presso la corte di Luigi XII di Francia nel 1506 e nel 1512. Egli fu anche verosimilmente l'esecutore testamentario del primo viceré delle Indie, il suo compatriota Cristoforo Colombo.

Egli fu infine l'antenato dei personaggi che seguono.

### Secolo XVI
- Antonio Brignole Cicala: finanziere, commerciante e armatore genovese, fondatore della potenza economica e politica della famiglia, che si affiliò appunto all'Albergo dei Cicala.

### Secolo XVII
- Gian Andrea Brignole: patrizio genovese, nel 1649 trasportò come prigioniero sulla propria galea da Napoli alla Spagna il principe francese Enrico II di Guisa, dopo che questi aveva tentato di sollevare l'Italia meridionale contro Filippo IV di Spagna[16].
- Emanuele Brignole: a metà del XVII secolo, grande ammiratore della fondatrice – la santa Virginia Centurione Bracelli – venne nominato dal Senato genovese protettore della comunità delle Suore di Nostra Signora del Rifugio in Monte Calvario, mettendoci tale impegno che le suore stesse sono state a lungo chiamate Brignoline.
- Giovanni Francesco Brignole Sale (1582-1637): centoduesimo doge della Repubblica di Genova dall'11 luglio 1635 all'11 luglio 1637, primo doge della famiglia e primo doge a fregiarsi anche del titolo di re di Corsica.
- Anton Giulio Brignole Sale (1605-1662), figlio del precedente, ambasciatore, religioso e importante uomo di lettere genovese, ereditò il marchesato di Groppoli dal nonno materno, Giulio Sale.
- Paola Adorno Brignole Sale, sposa del precedente, resa celebre grazie al suo ritratto dipinto da Antoon Van Dyck nel 1627, conservato in Palazzo Rosso a Genova.
- Rodolfo (1631-1683) e Gian Francesco Brignole Sale (1643-1694), figli dei precedenti, fecero costruire Palazzo Rosso in Strada Nuova a Genova.
- Anton Giulio II Brignole Sale (1673-1710), figlio di Gian Francesco, ambasciatore della Repubblica di Genova in Francia durante la Guerra di Successione Spagnola, marchese di Groppoli. Ebbe quattro figli di cui due vennero eletti al dogato: Gian Francesco II nel 1746 e Rodolfo Emilio nel 1762.
- Emilia Brignole, moglie di Francesco Maria Imperiale Lercari (1629-1712), centoventisettesimo doge di Genova dal 1683 al 1685.

### Secolo XVIII

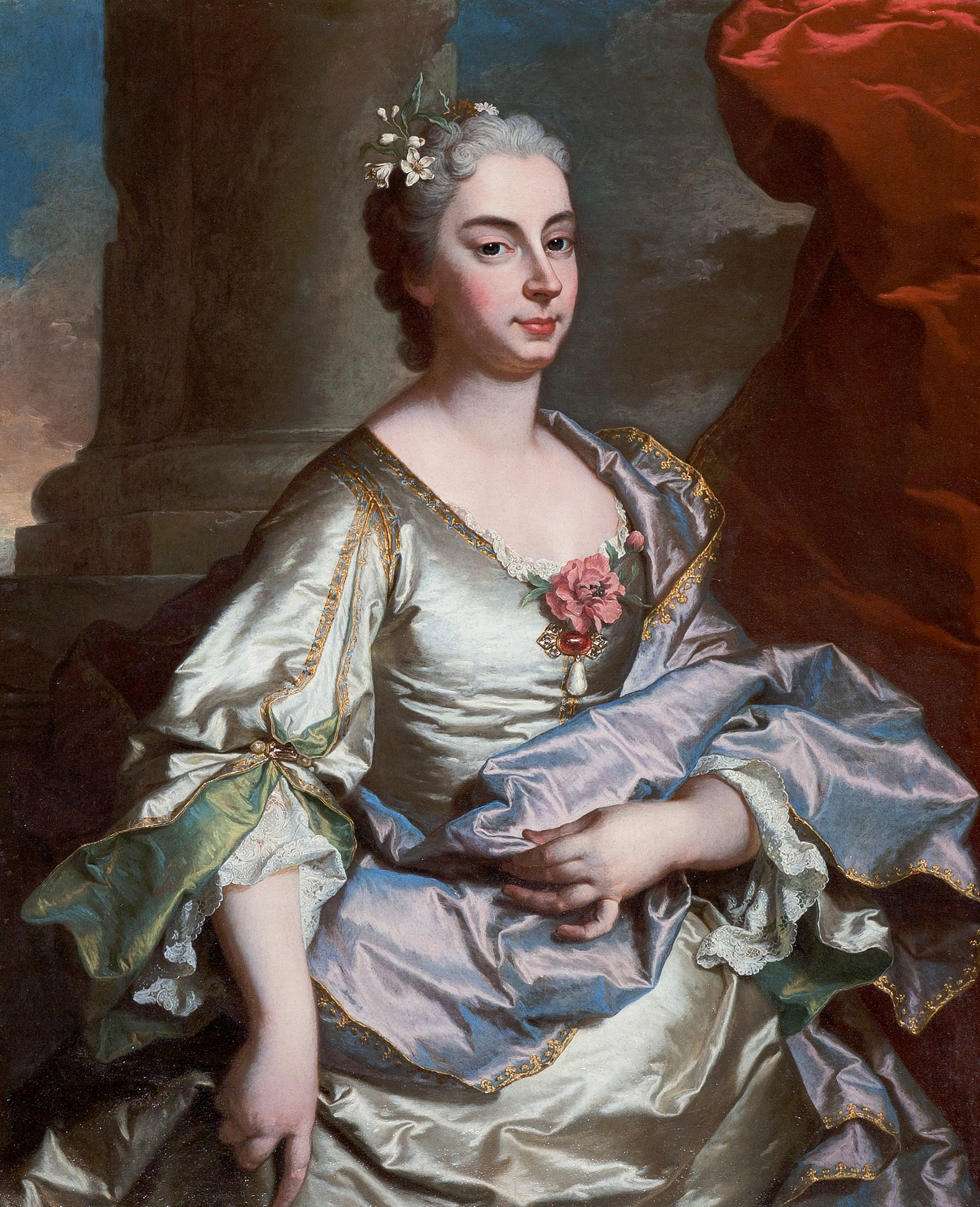
Battina Raggi Brignole Sale, dipinto di Hyacinthe Rigaud

- Giovanni Francesco Brignole Sale (1695-1760), marchese di Groppoli, centocinquantottesimo doge di Genova dal 3 marzo 1746 al 3 marzo 1748, generale, ambasciatore e poi senatore a vita.
- Battina Raggi, figlia di Giovan Battista Raggi, patrizio genovese e moglie di Gian Francesco Brignole Sale. Il suo celebre ritratto venne dipinto da Hyacinthe Rigaud nel 1739[17] ed è conservato in Palazzo Rosso[18].
- Giuseppe Maria Brignole Sale (1703-1769), ambasciatore a Versailles, fratello dei dogi Gian Francesco II e Rodolfo Emilio.
- Rodolfo Emilio Brignole Sale (1708-1774), centosessantasettesimo doge di Genova dal 25 novembre 1762 al 25 novembre 1764.
- Maria Caterina Brignole Sale (1737-1813), figlia di Giuseppe Maria, principessa di Monaco e poi di Condé, in quanto sposò prima Onorato III di Monaco (1720-1795), da cui si separò nel 1770, e poi, rimasta vedova, sposò Luigi-Giuseppe di Borbone, Principe di Condé (1736-1818), nel 1798.
- Anna Pieri Brignole Sale (1765-1815)[19], moglie di Anton Giulio III (1764-1802) figlio del doge Rodolfo Emilio, fu dama di compagnia dell'imperatrice Maria Luisa.
- Giacomo Maria Brignole (1737-1801), centosettantaseiesimo doge di Genova dal 4 marzo 1779 al 4 marzo 1781 e poi ancora centottantaquattresimo e ultimo doge della Repubblica dal 17 novembre 1795 al 17 novembre 1797, unico ad aver completato due mandati elettivi. Infine “Doge Presidente” della Repubblica Ligure nel 1797 sotto Napoleone.

### Secolo XIX
- Rodolfo Brignole Sale (1784-1832), figlio primogenito di Anton Giulio III e Anna Pieri, il 25 maggio 1818 fu nominato da Pio VII vescovo titolare di Assura (in partibus infidelium).
- Antonio Brignole Sale (1786-1863), secondo figlio di Anton Giulio III e Anna Pieri, fu ministro e ambasciatore dell'Impero Napoleonico, della Repubblica di Genova e del Regno di Sardegna, importante figura intellettuale della Monarchia di Luglio, ultimo marchese di Groppoli.
- Maria De Ferrari (1811-1888), duchessa di Galliera, figlia del precedente, ricordata per le importanti opere filantropiche che realizzò col marito, il celebre finanziere Raffaele De Ferrari (1808-1876).
- Luisa Brignole Sale (1822-1868), sorella minore della precedente, sposò Lodovico (1820-1886) nipote del vicepresidente della napoleonica Repubblica italiana Francesco Melzi d'Eril duca di Lodi.
- Gian Carlo Brignole, figlio dell'ultimo doge di Genova Giacomo Maria Brignole, fu membro del governo provvisorio della Repubblica di Genova allo scioglimento dell'Impero Napoleonico nel 1814 e in seguito importante ministro del Regno di Sardegna: ministro delle finanze dal 1817 al 1825, successivamente si dedicò alla riorganizzazione del sistema scolastico, a quell'epoca uno dei più avanzati in Italia.
- Giacomo Luigi Brignole (1797-1853), cugino del precedente, fu cardinale tra i più influenti della curia dell'epoca, nunzio apostolico presso il Granducato di Toscana ed era un accreditato successore di Pio IX, ma morì prematuramente.